# 中溝
中溝（なかみぞ）は静岡県島田市の町名。四丁目が設置されている（一丁目～三丁目は存在しない）。

## 地理
島田市の中部、島田地区の中心部に位置する。東で扇町及び中央町、西・北で中溝町、南で大井町と接する。

## 歴史
東海道五十三次の23番目の宿場町である島田宿のあった島田地区（旧島田町）では、通称地名が使用されていたものの正式ではなかったため、島田市○○○○番地と表記するようになっていた。それでは不都合が生じたことから、住居表示や町の新設事業、土地区画整理事業を行ってきた。

### 沿革
- 1889年（明治22年）4月1日 - 町村制の施行により、志太郡島田宿が単独で志太郡島田町となる[WEB 6]。
- 1948年（昭和23年）1月1日 – 島田町が市制施行し、島田市となる。
- 1977年（昭和52年）3月2日 - 宅地造成を目的とした市執行による中央第一土地区画整理事業の換地処分に伴い、字なしの一部から中溝が新設される（なお、隣接する中溝町は町の新設事業によって2003年（平成15年）2月10日に新設された） [WEB 7]。
- 1984年（昭和59年）6月23日 -  市街地整備を目的とした市執行による中央第二土地区画整理事業（第一工区）の換地処分に伴い、字なしの一部が中溝に編入される[WEB 7]。

## 施設
- 静岡家庭裁判所島田出張所
- 島田区検察庁
- JAおおいがわ島田支店
- 田子重島田中央店
- ENEOSハートフルマスダSS（増商が運営）

## 交通

### 道路
- 静岡県道381号島田岡部線

## その他

### 学区
小学校・中学校の学区は以下の通りである。
| 番・番地等 | 小学校                 | 中学校                 |
| ---------- | ---------------------- | ---------------------- |
| 全域       | 島田市立島田第二小学校 | 島田市立島田第一中学校 |

### 警察
警察の管轄区域は以下の通りである。
| 番・番地等 | 警察署     | 交番・駐在所 |
| ---------- | ---------- | ------------ |
| 全域       | 島田警察署 | 稲荷交番     |

### WEB
1. ↑  “h02_22.csv”.   総務省 (2022年2月10日). 2025年7月21日閲覧。
2. ↑  “静岡県島田市中溝 (222093440)”.   人文学オープンデータ共同利用センター. 2025年7月21日閲覧。
3. ↑  “静岡県 > 島田市の郵便番号一覧 - 日本郵便株式会社”.   日本郵便. 2025年7月21日閲覧。
4. ↑  “市外局番の一覧”.   総務省 (2022年3月1日). 2025年7月21日閲覧。
5. ↑  “事業所案内及び管轄地域（事務所3件、分室3件）”.   一般社団法人静岡県自動車会議所. 2025年7月21日閲覧。
6. ↑  “historyofcities.pdf”.   静岡県総務部合併推進室・財団法人静岡県市町村振興協会. 2025年7月21日閲覧。
7. 1 2  “R040327jyushokyusin.pdf”.   島田市 (2022年3月22日). 2025年7月21日閲覧。
8. ↑  “学区一覧 - 島田市公式ホームページ”.   島田市 (2024年4月1日). 2025年7月21日閲覧。
9. ↑  “稲荷交番｜静岡県警察”.   静岡県警察 (2023年7月18日). 2025年7月21日閲覧。